# Antes de Ameri
Antes de Ameri es el tercer álbum de estudio del rapero argentino Duki, lanzado el 22 de junio de 2023 de manera independiente a través de Dale Play Records y SSJ Records.
Marcando el retorno de Lombardo al trap tras haber transcurrido una faceta comercial lanzando proyectos de reggaetón, el disco es un álbum conceptual con canciones conectadas entre sí a través de transiciones. Como sencillos fueron lanzados "Harakiri" con C.R.O, "Apollo 13", "Rockstar 2.0" con Jhayco y "Don't Lie" con Quevedo.

## Antecedentes
Luego de Desde el fin del mundo, Lombardo anunció que se enfocaría en una "faceta comercial", empezando a aparecer en múltiples colaboraciones con artistas de renombre como Tini, Emilia Mernes, Tiago PZK, MYA, Nicki Nicole o Bizarrap, e incursionando más en el género del reggaetón y pop con los lanzamientos de sus EP "Temporada de Reggaetón". Lombardo comentó que el motivo de su decisión fue que quería probar su rendimiento en las listas de éxitos y el mainstream. En la segunda parte de los EP, Lombardo anunció su "vuelta al trap" con flyers colocados por Buenos Aires, Madrid y Ciudad de México con su nuevo sencillo "Givenchy", que acabaría lanzádose el 20 de julio. A la par de esto, Lombardo realizó una histórica seguidilla de conciertos en el estadio Amalfitani de Vélez Sársfield, convirtiéndose en el primer artista de su camada en poder realizar un concierto en un estadio de fútbol. El 16 de noviembre de 2022, lanzó su esperada Bizarrap Music Session en la que Lombardo hacía un recorrido por su trayectoria musical. Luego de esto, Lombardo anunció que se pondría a trabajar en su nuevo disco para el 2023 bajo el nombre de "Temporada de Diablos".

## Sencillos y promoción
Tras estar seis meses sin lanzar música por su cuenta, el 17 de febrero de 2023 Lombardo lanzó "Si Me Sobrara el Tiempo" como el primer sencillo del que sería su próximo álbum. Sin embargo, el 30 de marzo lanzó "Harakiri" junto a C.R.O, canción a la que Lombardo también anunció como el primer sencillo de su próximo álbum en un post de Instagram, dando a eludir que podrían ser dos discos por lanzarse. Los siguientes sencillos lanzados fueron "Apollo 13" el 3 de mayo, que se había filtrado hace varios meses antes, y "Rockstar 2.0" junto a Jhayco el 21 de junio, como una secuela de la canción original "Rockstar" que Lombardo había lanzado en 2018. El 10 de junio, Lombardo publicó el tracklist oficial a través de Twitter. El 15 de junio, anunció el título oficial "Antes de Ameri" y su fecha de lanzamiento para el 22 de junio. El día siguiente, reveló la portada oficial, y a su vez, aclaró que el disco estaba intencionado para escucharse desde la primera canción hasta la última, y no de forma aleatoria.

## Lanzamiento y recepción
Antes de Ameri fue lanzado el 22 de junio de 2023 a través de todas las plataformas digitales. El tracklist lanzado tuvo la particularidad de que no incluyó canciones que Lombardo había anunciado antes, como "Si Me Sobrara el Tiempo" y "Troya", y si incluyó la reversión de "Antes de Perderte" a su versión original de trap. 13 de las 14 canciones del disco rápidamente entraron en el Top 50 de Argentina de Spotify, y debutó en el número 1 en 11 países en Apple Music. Tras el lanzamiento, Lombardo escribió por Twitter agradeciendo a sus fanáticos por permitirle hacer un álbum para "divertirse" y "conectarse con su yo del pasado" sin tener que lidiar con "la competitividad de la industria". La recepción de la crítica y fanáticos fue positiva, alabando su versatilidad y evolución artística, aunque otros criticaron que era "repetitivo" y que tenía "potencial pero se quedaba a medias".

## Lista de canciones
Créditos asignados a Genius, Spotify y DALE Play Records / SSJ Records.

| N.º   | Título                                                              | Música                               | Escritor(es)                                                                      | Duración |  |
| 1.    | «1 de enero» (con Lucho SSJ)                                        | Zecca, Ramírez VCA                   | Mauro Lombardo, Francisco Zecca, Luciano Nahuel Vega, Ramiro Sánchez              | 1:54     |  |
| 2.    | «Jefes del sudoeste»                                                | Zecca, Nake                          | Lombardo, Zecca, Alejandro Álvarez Murga                                          | 2:27     |  |
| 3.    | «Rockstar 2.0» (con Jhayco)                                         | Zecca, Yesan, Asan, Smash David      | Lombardo, Zecca, Federico Yesan, Juno Watt, Smash David, Tomás Santos Juan        | 2:53     |  |
| 4.    | «Harakiri» (con C.R.O)                                              | Yesan, Asan                          | Lombardo, Yesan, Santos Juan, Tomás Manuel Campos                                 | 2:41     |  |
| 5.    | «Contra mi» (con We$t Dubai)                                        | Yesan, Asan, Nake                    | Lombardo, Yesan, Santos Juan, Álvarez Murga, Rachid El Majnaqui Godoy             | 2:39     |  |
| 6.    | «CSIpher (Audio latino)» (con Akapellah, Neutro Shorty y Micro TDH) | Zecca                                | Lombardo, Zecca, Liomar Rocardo Acosta Orta, Pedro Elías Aquino, Fernando Morillo | 4:10     |  |
| 7.    | «Gigi»                                                              | Yesan, Asan, Ivo Wosco, Nake         | Lombardo, Yesan, Santos Juan, Álvarez Murga, Iván Woscoboinik                     | 2:25     |  |
| 8.    | «Don't Lie» (con Quevedo)                                           | Yesan, Asan, Ivo Wosco               | Lombardo, Yesan, Santos Juan, Woscoboinik, Pedro Dominguez Quevedo                | 3:33     |  |
| 9.    | «Antes de perderte (OG Version)»                                    | Big One                              | Lombardo, Daniel Ismael Real                                                      | 2:46     |  |
| 10.   | «Uno dos» (con Salastkbron)                                         | Yesan, Asan, Ivo Wosco, Brian Taylor | Lombardo, Yesan, Santos Juan, Woscoboinik, Brian Taylor, Santiago Yair Massa      | 2:45     |  |
| 11.   | «N.C.L.C»                                                           | Yesan, Asan, Zecca                   | Lombardo, Zecca, Yesan, Santos Juan                                               | 1:26     |  |
| 12.   | «Apollo 13»                                                         | Yesan, Zecca                         | Lombardo, Yesan, Zecca                                                            | 2:38     |  |
| 13.   | «Último tren a Ameri»                                               | Yesan, Zecca                         | Lombardo, Yesan, Zecca                                                            | 1:51     |  |
| 14.   | «Buscando Ameri»                                                    | Zecca, Asan                          | Lombardo, Zecca, Santos Juan                                                      | 1:04     |  |
| 15.   | «Remember me» (con Khea y Bizarrap)                                 |                                      |                                                                                   |          |  |
| 16.   | «Troya»                                                             |                                      |                                                                                   |          |  |
| 35:21 |                                                                     |                                      |                                                                                   |          |  |

## Posicionamiento en las listas
| Listas (2023)       | Mejor posición |
| ------------------- | -------------- |
| España (PROMUSICAE) | 2              |

## A.D.A Tour
La gira del álbum tuvo fechas en América Latina y Europa.

### Fechas
| Fecha                  | Ciudad           | País       | Recinto                             |
| ---------------------- | ---------------- | ---------- | ----------------------------------- |
| Sudamérica             |                  |            |                                     |
| 2 de diciembre de 2023 | Buenos Aires     | Argentina  | Estadio River Plate                 |
| 3 de diciembre de 2023 | Buenos Aires     | Argentina  | Estadio River Plate                 |
| 9 de febrero de 2024   | Villa María      | Argentina  | Anfiteatro Municipal de Villa María |
| 11 de febrero de 2024  | Cosquín          | Argentina  | Aeródromo Santa María de Punilla    |
| 10 de abril de 2024    | Guadalajara      | México     | Arena VFG                           |
| 12 de abril de 2024    | Monterrey        | México     | Auditorio citiBanamex               |
| 13 de abril de 2024    | Ciudad de México | México     | Palacio de los Deportes             |
| 2 de mayo de 2024      | Lima             | Perú       | Costa 21                            |
| 4 de mayo de 2024      | Bogotá           | Colombia   | Movistar Arena                      |
| 5 de mayo de 2024      | Medellín         | Colombia   | La Macarena                         |
| Europa                 |                  |            |                                     |
| 8 de junio de 2024     | Madrid           | España     | Estadio Santiago Bernabéu           |
| 19 de junio de 2024    | Milán            | Italia     | Fabrique                            |
| 20 de junio de 2024    | París            | Francia    | Bataclan                            |
| 22 de junio de 2024    | Berlín           | Alemania   | Huxleys Neue Welt                   |
| 23 de junio de 2024    | Londres          | Inglaterra | O2 Forum Kentish Town               |